# میدان نفتی نوروز
میدان نفتی نوروز به وسعت ۳۰۰ کیلومترمربع و در فاصله ۹۳ کیلومتری شمال‌غربی جزیره خارگ و در حوزه نفتی بهرگان قرار دارد. میدان نوروز بیضی شکل کشیده شده طاقدیسی و جنس مخزن از نوع سنگ پایه شنی بوده و مهم‌ترین مخزن آن (بورگن B) دارای مساحتی برابر با ۸۹ کیلومتر مربع می‌باشد.

## حملات عراق
سکوی بهره‌برداری نوروز و سکوهای چاه آن، بیش از ۱۰ بار مورد اصابت موشک‌های عراق قرار گرفتند و متحمل خسارات فراوانی شدند که بزرگ‌ترین خسارت وارده در تاریخ ۱۳۶۱.۱۱.۲۹ روی داد و «سکوی بهره‌برداری نوروز» در این حمله به‌صورت کامل خسارت دید. به‌دلیل گستردگی حملات دشمن، تولید نفت از میدان نوروز تا انجام بازسازی و نوسازی کامل، متوقف ماند.
- چاه شماره (۳)  در تاریخ ۱۳۶۱.۱۱.۲۹ مورد اصابت موشک  قرار گرفت و این چاه با تمامی متعلقات آن به درون دریا سقوط کرد و غرق شد، به‌گونه‌ای که اثری از آن به جز نشت از شیر ایمنی آن در محل چاه به چشم نمی‌آمد. این چاه در تاریخ ۱۳۶۲.۲.۲۷ مهار شد.
- چاه‌های شماره (۹) و (۱۰) که دارای یک سکوی مشترک هستند، در تاریخ ۱۳۶۱.۱۲.۱۱ مورد حمله موشکی دشمن قرار گرفتند و دچار حریق شدند. تمامی مشتقات فوقانی چاه در بالای سطح آب از بین رفته و باقیمانده آنها در بالای سطح آب در حال سوختن بود. نفت از لوله مغزی بالای سطح آب فوران می‌کرد و در همان‌جا بیشتر آتش می‌گرفت. با تلاش کارکنان شرکت نفت فلات قاره ایران پس از مهار آتش، عملیات مهار چاه طراحی و در تاریخ ۱۳۶۳.۱.۱۴ انجام شد و چاه‌های یادشده ایمن‌سازی شدند.
- چاه‌های شماره (۵)، (۶)، (۷) و (۸) که دارای یک سکوی مشترک بودند، در تاریخ ۱۳۶۱.۱۲.۱۱ و به‌ دنبال حملات موشکی دچار حریق شدند و تمامی بخش‌های فوقانی چاه‌های شماره (۵) و (۶) که روی سکو تقریباً به فاصله دو متر از یکدیگر قرار داشتند، به‌طور کامل منهدم شدند و باقی‌مانده آنها در بالای سطح آب در حال سوختن بود، از درون چاه شماره (۵)، نفت به بالای سطح آب فوران می‌کرد و به شعله‌های آتش دامن می‌زد. از درون چاه شماره (۶) نیز نفت از داخل لوله مغزی به بالای سطح آب فوران می‌کرد و در همان‌جا در کنار چاه شماره (۵) می‌سوخت. مقدار نفت خروجی از هرکدام از این دو چاه حدود ۶ هزار بشکه در روز بود که بیشتر در بالای سطح آب می‌سوختند، بنابراین شدت و حرارت آتش روی این سکو به حدی بود که امکان نزدیک شدن کامل از بالای سطح آب به سکو تحت هیچ شرایطی وجود نداشت.
با تلاش کارکنان  شرکت نفت فلات قاره ایران، چاه شماره (۵) با اجرای یک عملیات سخت و پیچیده در تاریخ ۱۳۶۴.۲.۱۴ مهار شد. عملیات مهار چاه شماره (۶) نیز همانند مهار چاه شماره (۵) با فداکاری کارکنان و غواصان شرکت نفت فلات قاره ایران با روش‌های کاملاً بدیع و ابتکاری صورت گرفت و در نهایت در روز ۲۱ شهریور سال ۱۳۶۴ به نتیجه رسید.
طراحی عملیات مهار چاه‌های شماره (۵) و (۶) کاملاً ابتکاری و در نوع خود بی‌نظیر بود، به‌گونه‌ای که بخش قابل‌توجهی از عملیات غواصی در تاریکی شب و در عمق آب‌های خلیج فارس انجام شد. پس از مهار چاه‌های (۵) و (۶) عملیات مقابله با آلودگی نفتی در دریا صورت گرفت.
- سکوی چاه شماره (۴)  در تاریخ ۱۳۶۱.۱۱.۲۹ مورد اصابت موشک قرار گرفت و دو پایه از چهار پایه سکوی اصلی چاه تخریب، در نتیجه سکوی فوقانی چاه منهدم شد و به دریا سقوط کرد.
- چاه‌های شماره (۱۴) و (۱۵) که دارای یک سکوی مشترک است، چند مرتبه مورد حمله قرار گرفتند که به‌جز بخشی از این سکو، آسیب چندانی به چاه‌های مزبور وارد نشد.

## نشت نفت
در سال ۱۹۸۳ (میلادی) میدان نفتی نوروز دچار چندین حادثه منجر به نشت نفت در دریا شد. در دهم فوریه ۱۹۸۳ برخورد یک تانکر با سکوی نفتی باعث کج شدن سکو و ریزش ۱۵۰۰ بشکه نفت در روز به دریا گردید. در ماه مارس همان سال، سکو هدف حمله هواپیماهای عراقی قرار گرفت و باعث آتش گرفتن لکه نفتی شد. جنگ ایران و عراق به عنوان مانعی برای تعمیر چاه و جلوگیری از نشت بود تا این‌که در ۱۸ سپتامبر ۱۹۸۳ کارشناسان ایرانی موفق به بستن چاه شدند. در حین عملیات تعمیر ۱۱ نفر جان باختند.
در مارس ۱۹۸۳ حمله بالگردهای عراقی به سکویی مجاور، باعث آتش‌سوزی و نشت حدود ۵۰۰۰ بشکه در روز به دریا شد. کارشناسان پس از کند شدن نرخ نشت در ماه مه سال ۱۹۸۵ موفق به بستن چاه و خاموش کردن آتش شدند. این عملیات نیز ۹ کشته بر جای گذاشت. این حادثه باعث نشت ۷۳۳٬۰۰۰ بشکه نفت خام به دریا شد.
در مجموع این حوادث، ۸۰ میلیون بشکه نفت وارد آبهای خلیج فارس گردید.